# تورپچیتا
تورپچیتا (به لاتین: Turpachita) یک منطقهٔ مسکونی در قرقیزستان است که در استان اوش واقع شده‌است.

## خصوصیات
تورپچیتا ۲٬۶۶۷ متر بالاتر از سطح دریا واقع شده‌است.